# Alcools

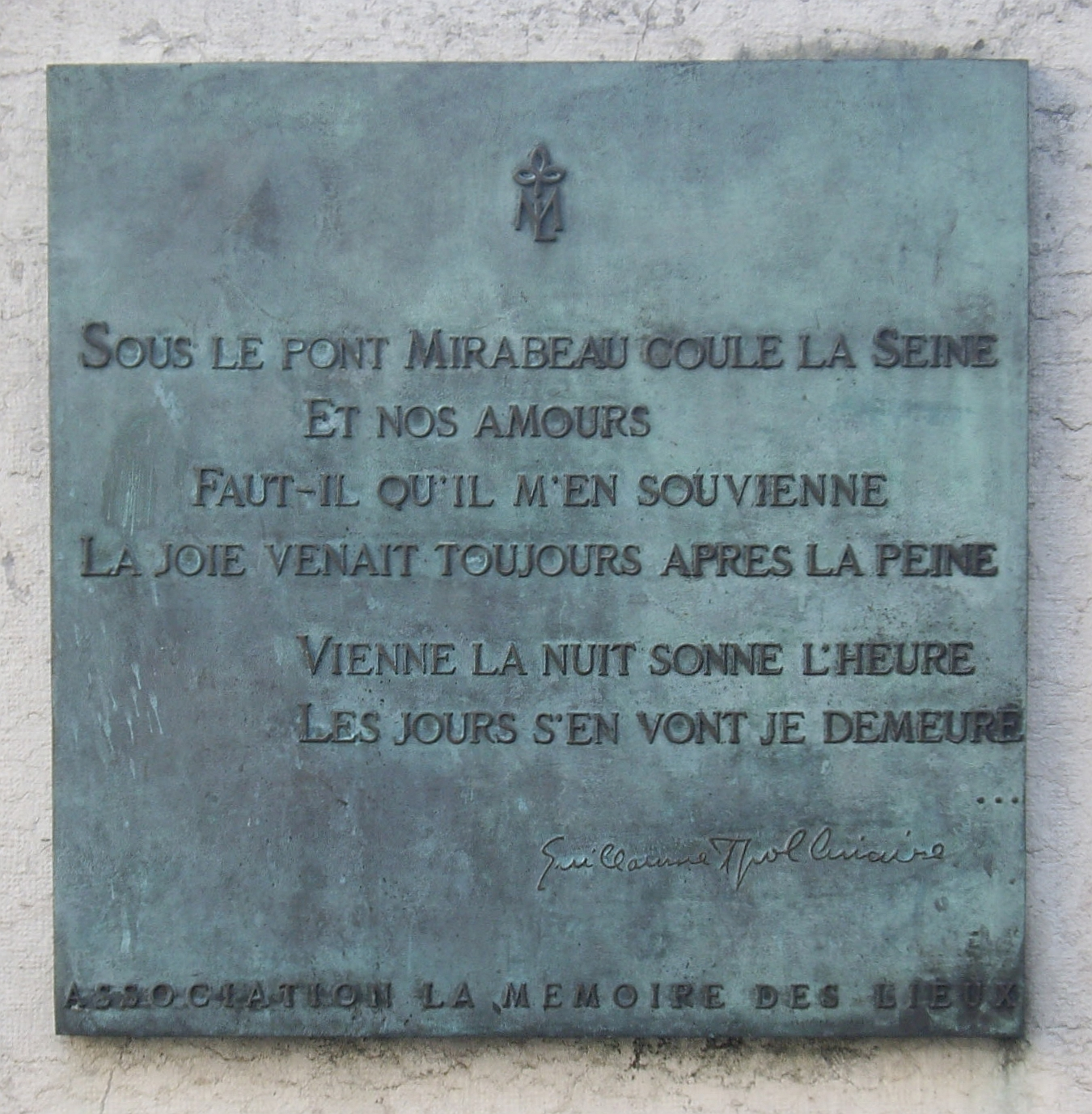
De eerste regels van Le Pont Mirabeau, op een plaquette op de Parijse brug zelf

Alcools is een dichtbundel van de Franse dichter Guillaume Apollinaire, gepubliceerd in 1913.
Alcools is een van de belangrijkste dichtbundels van de twintigste eeuw, met grote, internationale invloed. In een publiekspeiling van het Franse dagblad Le Monde schaart de Franse lezer hem zelfs onder de 100 belangrijkste boeken van de eeuw. De bundel markeert het afscheid van het symbolisme, al bevat de bundel nog symbolistische gedichten. Apollinaire experimenteert met verschillende nieuwe dichterlijke vormen. Een van zijn noviteiten is het geheel weglaten van interpunctie, wat zorgt voor dubbelzinnige betekenissen, een effect dat door veel dichters is nagevolgd. In Nederland is de invloed van deze bundel met name bij de Vijftigers groot. Het bekendste gedicht is waarschijnlijk het openingsgedicht Zone, een lang stadsgedicht in blanke verzen. De bundel zou oorspronkelijk 'Eaux de vie' gaan heten, maar deze beschouwde Apollinaire als 'te symbolistisch'. De oorspronkelijke en de uiteindelijke titel komen terug in een strofe in 'Zone': Et tu bois cet alcohol brûlant comme ta vie / Ta vie que tu bois comme une eau-de-vie.

## Geluidsopname
Van de gedichten Marie en Le Pont Mirabeau zijn voordrachten door Apollinaire zelf op wasrol bewaard gebleven.

## Op muziek
Enkele van de gedichten, waaronder Hôtels zijn op muziek gezet door Francis Poulenc. De chansonnier Léo Ferré heeft van Le pont Mirabeau een chanson gemaakt.

## Inhoud (alfabetisch)
- 1909
- À la Santé
- Automne
- Automne malade
- Annie
- Chantre
- Clair de lune
- Clotilde
- Cors de chasse
- Cortège
- Crépuscule
- Hôtels
- L'adieu
- L'émigrant de Landor Road
- L'ermite
- La blanche neige
- La Chanson du Mal Aimé
- La dame
- La Loreley
- La maison des morts
- La porte
- La synagogue
- La tzigane
- Le brasier
- Le larron
- Le pont Mirabeau
- Le vent nocturne
- Le voyageur
- Les cloches
- Les colchiques
- Les femmes
- Les fiançailles
- Les sapins
- Lul de Faltenin
- Mai
- Marie
- Marizibill
- Merlin et la vieille femme
- Nuit rhénane
- Palais
- Poème lu au mariage d'André Salmon
- Réponse des Cosaques Zaporogues au sultan de Constantinople
- Rhénane d'automne
- Rosemonde
- Salomé
- Saltimbanques
- Schinderhannes
- Signes
- Un soir
- Vendémiaire
- Zone